# Mathilde Wurm
Mathilde Wurm, née Mathilde Sara Adler le 30 septembre 1874 à Francfort-sur-le-Main (province de Hesse-Nassau) et morte le 1er avril 1935 à Londres (Royaume-Uni), est une femme politique allemande, membre du SPD.

## Biographie

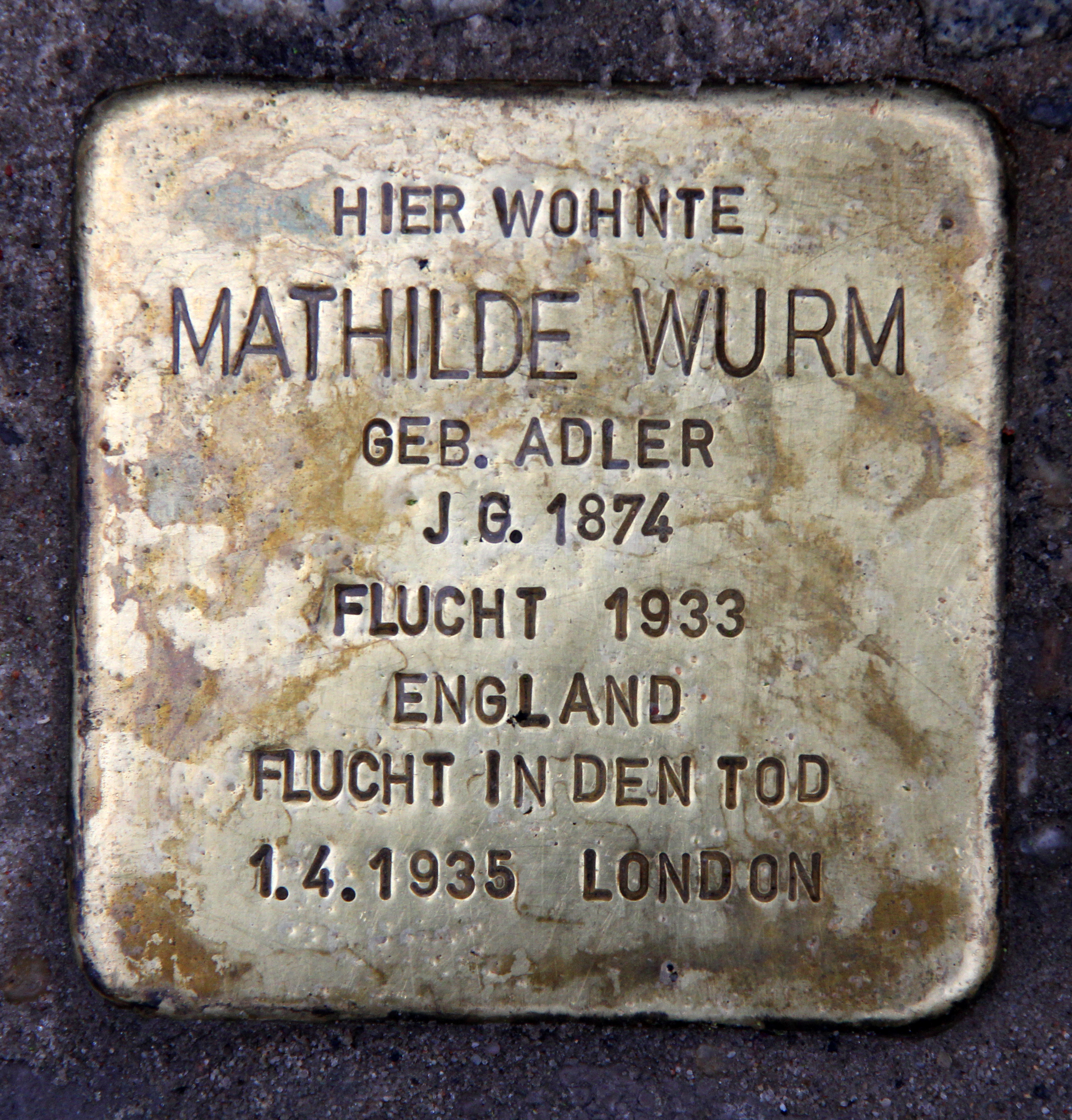
Stolpersteine avec son nom, Genthiner Straße 41, à Berlin-Tiergarten.

Mathilde Wurm étudie au sein d'une école supérieure de filles à Francfort. À partir de 1896, elle travaille comme assistante sociale à Berlin, où elle rejoint le Parti social-démocrate (SPD). Par l'intermédiaire de son engagement dans la social-démocratie, elle rencontre le journaliste Emanuel Wurm, qui devient son mari. Elle tisse des contacts avec Rosa Luxemburg et Clara Zetkin et se positionne à l'aile gauche du SPD, étant considérée comme plus radicale que son conjoint. Elle milite en particulier pour le développement de l'apprentissage et de l'orientation professionnelle des jeunes filles. À ce titre, elle co-fonde le premier système de stages d'apprentissage dans une école de jeunes filles. Entre 1903 et 1904, elle dirige la section féminine de l'Association centrale pour la bourse du Travail de Berlin. Elle est de confession juive jusqu'en 1924 ; en 1928, elle se déclare sans confession.
Après la scission qui a lieu au sein du SPD au début de la Première Guerre mondiale, elle rejoint le Parti social-démocrate indépendant d'Allemagne (USPD). Entre 1919 et 1921, elle est conseillère municipale de Berlin. En 1920, elle est choisie par son parti pour la circonscription 13 et est élue députée au Reichstag sans discontinuer jusqu'en 1933 (elle représente ensuite la circonscription 12, qui correspond à la Thuringe). 
Après la dissolution de l'USPD, elle revient en 1922 au SPD et intègre le groupe parlementaire social-démocrate. Elle se spécialise sur les sujets liés à l'alimentation. Elle écrit en parallèle de son activité politique entre 1922 et 1923 dans les journaux Die Kämpferin et Die Gleichheit. Elle vote contre la loi allemande des pleins pouvoirs de 1933 donnés à Adolf Hitler. Fin 1933, elle s'exile en Angleterre et y meurt en 1935. Dans la mesure où elle décède le même jour que sa camarade politique Dora Fabian (de), un double suicide a été envisagé, mais la biographe Charmian Brinson considère qu'« aucun indice ne pointe vers un possible suicide ».

## Hommage
Des rues portent son nom à Bad Salzungen et à Gera.

## Ouvrages
- 1902 : Welchen Beruf soll ich wählen ?
- 1913 : Die Frauen und der Preußische Landtag
- 1919 : Frauenwerksarbeit
- 1924 : Reichstag und Frauenrechte

## Sources
- (de) Cet article est partiellement ou en totalité issu de l’article de Wikipédia en allemand intitulé « Mathilde Wurm » (voir la liste des auteurs).